# Tectaria trinitensis
Tectaria trinitensis là một loài thực vật có mạch trong họ Dryopteridaceae. Loài này được Maxon miêu tả khoa học đầu tiên năm 1930.